# Án lệ 63/2023/AL
Án lệ 63/2023/AL về xem xét quyết định hành chính có liên quan đến hành vi hành chính bị khiếu kiện là án lệ thứ 63 thuộc lĩnh vực hành chính của hệ thống pháp luật Việt Nam, được Hội đồng Thẩm phán Tòa án nhân dân tối cao thông qua, Chánh án Nguyễn Hòa Bình ra quyết định công bố ngày 24 tháng 2 năm 2023, và có hiệu lực cho tòa án các cấp trong cả nước nghiên cứu, áp dụng trong xét xử từ ngày 27 tháng 3 năm 2023. Án lệ này dựa trên nguồn là Quyết định giám đốc thẩm số 04 được ban hành 23 tháng 10 năm 2018 của Tòa án nhân dân cấp cao tại Đà Nẵng về vụ án hành chính "khiếu kiện quyết định hành chính, hành vi hành chính về việc cưỡng chế tháo dỡ công trình vi phạm trật tự đô thị và yêu cầu đòi bồi thường do hành vi cưỡng chế gây ra", với nội dung xoay quanh thời hiệu khởi kiện, việc xem xét quyết định hành chính có liên quan. Án lệ này do chính cơ quan viết án và ban hành là Tòa án nhân dân cấp cao tại Đà Nẵng đề xuất.
Án lệ này liên quan tới vụ án kép, xuất phát điểm là vụ án dân sự rồi tiến tới nội chung chủ đạo là vụ án hành chính. Vấn đề ban đầu là chủ sở hữu quyền sử dụng đất Hữu Hân đồng ý để gia đình Hưu Trí được tạm trú trên mảnh đất của mình trong một khoảng thời gian, đến khi có nguyện vọng thu hồi lại xảy ra mâu thuẫn, người tạm trú đã xây nhà trên mảnh đất. Hữu Hân thắng kiện dân sự và giành lại được đất, song gặp khó khăn trong thi hành án, Hữu Trí còn xây thêm công trình trên mảnh đất này. Sau đó, Ủy ban phường ban hành nhiều văn bản yêu cầu dỡ bỏ công trình nhưng không được thực hiện, dẫn đến ra quyết định cưỡng chế và tiến hành cưỡng chế. Từ đây, Hữu Trí khởi kiện hành chính yêu cầu hủy quyết định cưỡng chế và bồi thường vì đã cưỡng chế. Vụ án lần lượt qua sơ thẩm, phúc thẩm, kháng nghị rồi giám đốc thẩm, giao sơ thẩm lại theo hướng xem xét hành vi hành chính, đồng thời mở ra quyền xem xét quyết định hành chính mặt dù đã hết thời hiệu khởi kiện trong trường hợp có mối liên hệ giữa quyết định và hành vi, và lập luận này trở thành Án lệ 63.

## Nội dung vụ án

### Mâu thuẫn đất đai
Trước giải phóng, một gia đình có tạo lập được một ngôi nhà và thửa đất tọa lạc tại 45/266 đường Phan Chu Trinh, phường An Cựu, thành phố Huế. Năm 1976, người chồng qua đời, con trai là Lê Hữu Hân sống cùng mẹ tại ngôi nhà này, đến năm 1981 thì mẹ mất, những người con cùng những người đồng thừa kế mà đại diện là Lê Hữu Hân tiếp tục quản lý và sử dụng. Năm 2003, Lê Hữu Hân đồng ý để Lê Hữu Trí – một người không quá quan hệ họ hàng – về ở tại ngôi nhà 45/266. Đến năm 2008, Hữu Hân có lập giấy thỏa thuận cho Hữu Trí ở nhờ và hai bên thỏa thuận khi nào cần lấy lại nhà thì thông báo cho bên ở nhờ trước 1 tháng. Đầu năm 2009, do cần lấy lại nhà nên Hữu Hân đã thông báo cho Hữu Trí 1 tháng để di chuyển đồ đạc và trả lại nhà, tuy nhiên trong thời gian này thì Hữu Trí không trả lại nhà mà vẫn tiếp tục sử dụng, và Hữu Hân đã khởi kiện bằng vụ án dân sự đòi lại nhà cho ở nhờ. Vụ án này lần lượt qua sơ thẩm, rồi phúc thẩm, được Tòa phúc thẩm Tòa án nhân dân tối cao tại Đà Nẵng – tiền thân của Tòa án nhân dân cấp cao tại Đà Nẵng quyết định giữ nguyên bản án sơ thẩm, chấp nhận yêu cầu đòi lại nhà cho ở nhờ của nguyên đơn Hữu Hân, buộc vợ chồng bị đơn Hữu Trí phải trả lại ngôi nhà.

### Cưỡng chế hành chính
Sau khi trả lại nhà nêu trên cho các đồng thừa kế gia đình ban đầu, tháng 7 năm 2012, vợ chồng Hữu Trí đã tự ý xây dựng 1 ngôi nhà tạm trái phép trên phần đất nêu trên. Ngày 22 tháng 7 năm 2012, Ủy ban nhân dân phường An Cựu lập biên bản vi phạm hành chính và ngừng thi công xây dựng công trình vi phạm trật tự xây dựng đối với hành vi xây nhà tạm của Hữu Trí. Ngày hôm sau, Ủy ban phường nhận được đơn kiến nghị của Hữu Hân về việc Hữu Trí tự ý dựng nhà tạm trái phép trong khuôn viên của gia đình, cùng ngày thì Ủy ban phường ban hành quyết định về việc đình chỉ thi công và yêu cầu Hữu Trí trong thời hạn 3 ngày phải tự phá dỡ công trình vi phạm. Hết thời hạn này, Hữu Trí vẫn không chấp hành và có hành vi tiếp tục hoàn thiện công trình, theo đó Ủy ban phường ban hành quyết định cưỡng chế, phá dỡ công trình nhà tạm này. Bốn tháng sau, ngày 22 tháng 11 cùng năm, Ủy ban phường gửi thông báo yêu cầu gia đình Hữu Trí chấp hành tháo dỡ ngôi nhà tạm kể từ ngày nhận được thông báo cho đến hết ngày 28 tháng 12, nếu sau thời hạn này mà vẫn cố tình không chấp hành thì phường sẽ tổ chức cưỡng chế theo quy định pháp luật. Trong khi cơ quan nhà nước chưa thực hiện việc cưỡng chế phá dỡ công trình này thì tháng 3 năm 2013, Hữu Trí tiếp tục xây dựng mới một ngôi nhà tạm khác, xây dựng các công trình phụ và xây tường trên phần đất không thuộc quyền sử dụng và không có giấy phép xây dựng của cơ quan nhà nước có thẩm quyền. Ngày 10 tháng 3, Ủy ban phường tiếp tục lập biên bản vi phạm hành chính, buộc tự tháo, ban hành quyết định đình chỉ thi công một lần nữa. Mặc dù Ủy ban phường đã nhiều lần mời gia đình này đến làm việc để vận động chấp hành tự tháo dỡ cũng như đã có văn bản yêu cầu nghiêm chỉnh chấp hành các quyết định của Ủy ban nhưng gia đình Hữu Trí không thực hiện và còn tiếp tục lén lút xây dựng hàng rào, hoàn thiện công trình vi phạm.
Ngày 15 tháng 3 năm 2013, Ủy ban phường ban hành quyết định cưỡng chế (gọi tắt là Quyết định 13) tháo dỡ nhà tạm, giao quyết định vào ngày 18 nhưng tại buổi giao nhận, vợ Hữu Trí đã xem nội dung và không đồng ý nhận quyết định này. Sau đó, Hữu Trí không chấp hành Quyết định 13 và có đơn gửi Ủy ban nhân dân thành phố Huế đề nghị xem xét việc xây dựng nhà của ông tại mảnh 45/266. Ngày 5 tháng 4, Ủy ban thành phố ban hành văn bản với nội dung đồng ý với việc Ủy ban phường lập biên bản và ban hành Quyết định 13, cũng yêu cầu tháo dỡ nhà tạm. Sau đó gần 1 năm, vào ngày 5 tháng 3 năm 2014, Ủy ban phường mời hộ gia đình Hữu Trí đến để thông báo thời gian cưỡng chế, rồi tiến hành cưỡng chế, lập các biên bản tạm giữ tài sản, biên bản giao nhận tài sản có chữ ký xác nhận của vợ Hữu Trí vào ngày 12 tháng 3. Ngày 31 tháng 3 năm 2014, Hữu Trí có đơn khởi kiện vụ án hành chính đối với Quyết định 13 lẫn hành vi cưỡng chế khi thi hành Quyết định 13 của Chủ tịch Ủy ban nhân dân phường An Cựu vì cho rằng quyết định lần hành vi này trái luật, yêu cầu Chủ tịch phường bồi thường tổng số tiền 620 triệu đồng do hành vi cưỡng chế gây ra.

## Tiền giám đốc thẩm
Ngày 21 tháng 5 năm 2015, Tòa án nhân dân thành phố Huế ban hành quyết định đình chỉ giải quyết vụ án hành chính giữa gia đình Hữu Trí và Chủ tịch Ủy ban nhân dân phường An Cựu. Tòa nhận định rằng vợ chồng Hữu Trí đã biết việc Chủ tịch phường ban hành Quyết định 13 vào ngày 18 tháng 3 năm 2013. Thời gian từ lúc nhận biết quyết định từ ngày 18 tháng 3 năm 2013 cho đến ngày khởi kiện là ngày 31 tháng 3 năm 2014 là 1 năm 13 ngày, đã hết thời hiệu khởi kiện nên cần phải đình chỉ giải quyết vụ án, trả lại đơn khởi kiện cho người khởi kiện theo quy định của Luật Tố tụng hành chính 2010. Gia đình Hữu Trí kháng cáo, được Tòa án nhân dân tỉnh Thừa Thiên Huế ban hành quyết định vào ngày 23 tháng 7 năm 2015, theo đó bác kháng cáo, giữ y quyết định của Tòa án Huế. Bẵng đi 3 năm vào ngày 14 tháng 6 năm 2018, Chánh án Tòa án nhân dân cấp cao tại Đà Nẵng Nguyễn Anh Tiến ban hành kháng nghị đề nghị Ủy ban Thẩm phán Tòa án nhân dân cấp cao tại Đà Nẵng xét xử giám đốc thẩm theo hướng hủy quyết định của Tòa án nhân dân tỉnh Thừa Thiên Huế lẫn Tòa án nhân dân thành phố Huế, buộc Tòa án Huế thụ lý, giải quyết đối với yêu cầu khởi kiện của Hữu Trí đề nghị buộc Chủ tịch phường An Cựu phải bồi thường thiệt hại do thực hiện hành vi cưỡng chế trái pháp luật gây ra.

## Giám đốc thẩm
Hội đồng xét xử giám đốc thẩm, nhận định.
Ngày 23 tháng 10 năm 2018, Ủy ban Thẩm phán Tòa án nhân dân cấp cao tại Đà Nẵng mở phiên giám đốc thẩm tại trụ sở ở 372 Núi Thành, Hoà Cường Bắc, Hải Châu. Thứ nhất, tòa xét về Quyết định 13, quyết định này được giao với sự có mặt của đại diện Ủy ban phường, Mặt trận Tổ quốc, tổ dân phố, cùng với nhân chứng, có sự chứng kiến của vợ Hữu Trí nhưng không hợp tác, không ký vào biên bản và cho rằng việc cưỡng chế là không đúng pháp luật. Với căn cứ này, tòa nhận định có cơ sở pháp lý xác định vào ngày 18 tháng 3 năm 2013, vợ chồng Hữu Trí biết Quyết định 13, lúc khởi kiện năm 2014 thì đã hết thời hạn 1 năm kể từ ngày biết được quyết định, cho nên nhất trí với hai tòa cấp dưới về việc đình chỉ giải quyết khiếu kiện về Quyết định 13.
Thứ hai, về khiếu kiện đối với hành vi hành chính, tòa nhận định rằng Chủ tịch phường thực hiện Quyết định 13 vào ngày 12 tháng 3 năm 2014. Gia đình Hữu Trí làm đơn khởi kiện đối với hành vi cưỡng chế này vào ngày 31 tháng 3 năm 2014, căn cứ vào quy định về thời hiệu khởi kiện là 1 năm thì gia đình Hữu Trí còn trong thời hiệu khởi kiện, do đó cần phải được giải quyết theo quy định của pháp luật. Ủy ban Thẩm phán xét việc Tòa sơ thẩm và phúc thẩm xác định thời hiệu khởi kiện đối với quyết định hành chính [tức Quyết định 13] đã hết là đúng pháp luật nhưng không tiếp tục giải quyết khiếu kiện đối với hành vi hành chính của Chủ tịch phường, mà đình chỉ giải quyết vụ án hành chính này là không đúng pháp luật, giải quyết như vậy là chưa đầy đủ và toàn diện đối với yêu cầu khởi kiện, vi phạm nghiêm trọng thủ tục tố tụng hành chính. Do đó, tòa nhận định cần chấp nhận kháng nghị của Chánh án Tòa cấp cao tại Đà Nẵng, hủy quyết định của cả tòa phúc thẩm lẫn sơ thẩm, nhằm xét xử sơ thẩm lại khiếu kiện đối với hành vi cưỡng chế của Chủ tịch phường và yêu cầu bồi thường thiệt hại do hành vi cưỡng chế gây ra nhằm đảm bảo quyền lợi hợp pháp của đương sự.

## Hình thành án lệ
Toà án nhân dân cấp cao tại Đà Nẵng đã đề xuất đưa quyết định giám đốc thẩm của vụ án này – quyết định được chính cơ quan này viết và ban hành trong vụ án hành chính mà tòa thụ lý – làm án lệ trong lĩnh vực hành chính, tập trung vào mục tiêu giải quyết vụ án hành chính một cách triệt để và toàn diện, đúng pháp luật thông qua việc cấp cho tòa án quyền xem xét tính hợp pháp của quyết định hành chính kể cả khi đã hết thời hiệu khởi kiện quyết định đó trong trường hợp đang giải quyết những hành vi hành chính còn thời hiệu và có liên quan trực tiếp tới quyết định đó. Sau đó, đề xuất này là 1 trong 18 dự thảo án lệ vượt qua vòng đánh giá đầu tiên, và đồng thời là 1 trong 7 dự thảo án lệ hình sự, việc lấy ý kiến và các kiến nghị từ công chúng và giới khoa học xã hội ngành luật ở vòng thứ hai được tiến hành từ ngày 11 tháng 1, thông qua hội thảo, và đăng tải trực tuyến trên trang tin điện tử án lệ, rồi được thảo luận, cho ý kiến ở bước thứ 3 bởi Hội đồng tư vấn án lệ. Trong 3 ngày 1–3 tháng 2 năm 2023, Hội đồng Thẩm phán họp và quyết định thông qua 7 trong 18 dự thảo, trong đó có quyết định giám đốc thẩm về vụ án hành chính "khiếu kiện quyết định hành chính, hành vi hành chính về việc cưỡng chế tháo dỡ công trình vi phạm trật tự đô thị và yêu cầu đòi bồi thường do hành vi cưỡng chế gây ra" này, chính thức là Án lệ số 63/2023/AL.